# Xã Redmond, Quận Mountrail, Bắc Dakota
Xã Redmond (tiếng Anh: Redmond Township) là một xã thuộc quận Mountrail, tiểu bang Bắc Dakota, Hoa Kỳ. Năm 2010, dân số của xã này là 4 người.